# Lubik Zoltán
Lubik Zoltán (Budapest, 1932. október 15. – Budapest, 1983. június 11.) magyar kürtművész, egyetemi tanár, zeneíró. Édesapja, Lubik Imre (1904–1964) trombitaművész volt.

## Életpályája
A budapesti Zeneművészeti Főiskola hallgatója volt; Romagnoli Ferenc oktatta. 1954–1983 között a Magyar Állami Operaház zenekarában játszott. 1957-ben diplomázott. 1958–1959 között a Bartók Béla Zeneművészeti Szakiskolában oktatott. 1959–1983 között a budapesti Zeneművészeti Főiskolán tanított. 1964–1965 között Weimarban Karl Biehling mesteriskolájában továbbképezte magát.
Hangszerével kapcsolatban intenzív kutatómunkát is végzett. Több cikke, tanulmánya jelent meg szakfolyóiratokban. Tanítványai között volt például Friedrich Ádám, Ambrus Károly, Beleznay Tibor, Csurgó Tamás, Gál László, Szilágyi Pálma, Zempléni Tamás.
Sírja a Farkasréti temetőben található (3/3-2-73).

## Művei
- Tanítsunk korszerű módszerekkel I-II. (1963)
- Az első aranyérmek (1977)
- A rézfúvósoknak is hasznos skálázni? (1980)
- Rézfúvós tárgyak (1980)
- A zeneiskolai, szakközépiskolai nevelés és oktatás terve (Budapest, 1980)
- Technikai gyakorlatok és zenei szemelvények az állami zeneiskolák kürt tanszaka számára (1981)